# کاری اوکونن
کاری اوکونن (فنلاندی: Kari Ukkonen؛ زادهٔ ۱۹ فوریهٔ ۱۹۶۱) بازیکن سابق و مربی اهل فنلاند است.
از باشگاه‌هایی که در آن بازی کرده‌است می‌توان به باشگاه فوتبال کوپیون پالوسئورا، باشگاه فوتبال لوکرن اوست والاندرن، باشگاه فوتبال سرکل بروژ، باشگاه فوتبال اندرلشت، و باشگاه فوتبال رویال آنتورپ اشاره کرد.
وی همچنین در تیم ملی فوتبال فنلاند بازی کرده‌است.